# Spycimierz

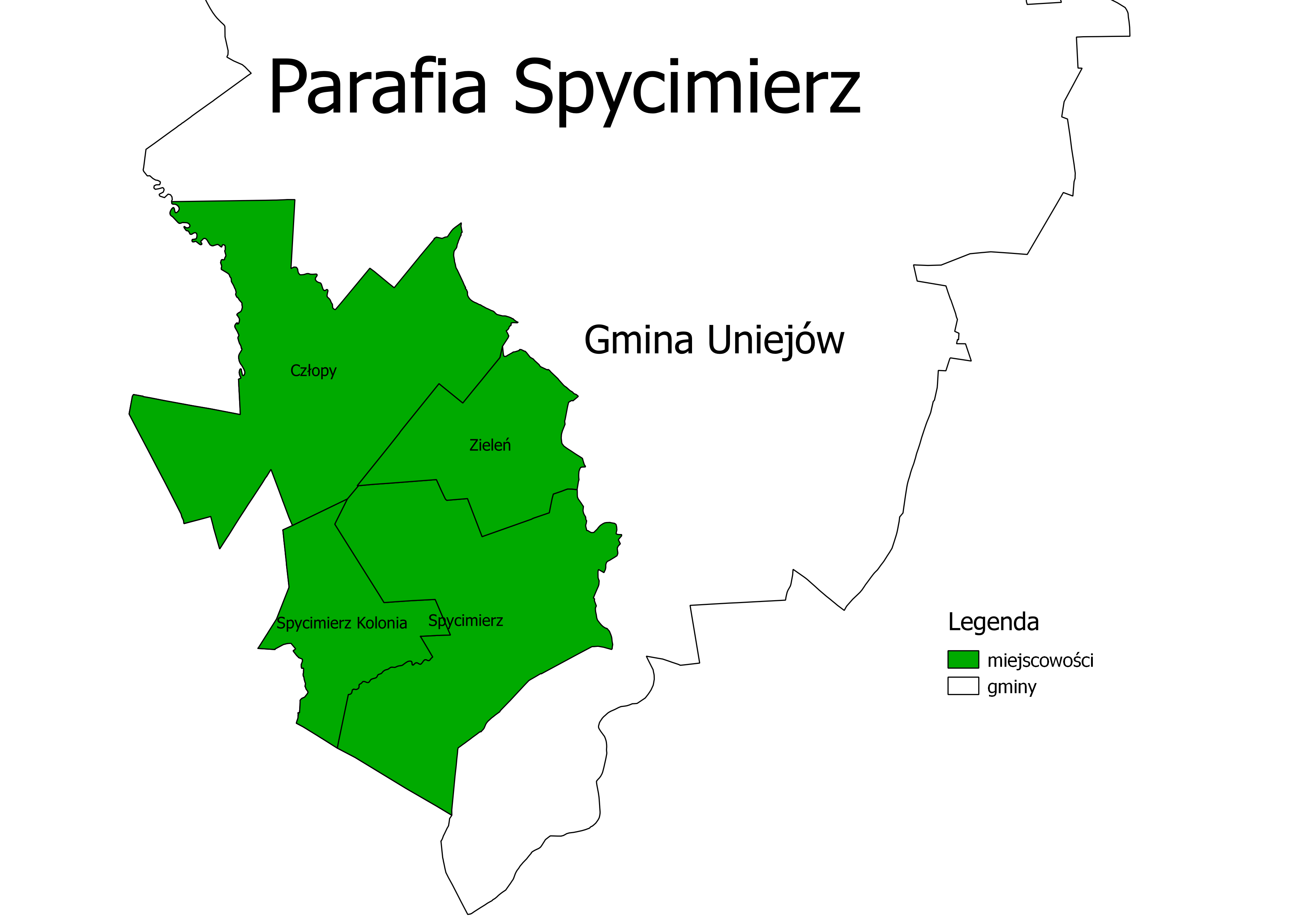
Parafia Spycimierz

Spycimierz (lub Spicymierz, Spicimierz) – wieś (dawniej miasto) w Polsce położona w województwie łódzkim, w powiecie poddębickim, w gminie Uniejów. Spycimierz leży w historycznej ziemi sieradzkiej.
W latach 1975–1998 miejscowość administracyjnie należała do województwa konińskiego.
Spycimierz uzyskał lokację miejską około 1357 roku, zdegradowany po 1450 roku. Wieś arcybiskupstwa gnieźnieńskiego w powiecie szadkowskim województwa sieradzkiego w końcu XVI wieku.

## Nazwa
Nazwa miejscowości pochodzi od męskiego imienia słowiańskiego Spycimir, które występuje również w formie Spycimierz. Miejscowość w staropolskiej formie Spicimir notuje Gall Anonim w swojej Kronice polskiej spisanej w latach 1112–1116.

## Historia
Wieś położona na południe od Uniejowa. Istniał tu gród, wspomniany w kronice Galla Anonima pod r. 1107, zbudowany na miejscu, w którym krzyżowały się szlaki piesze: z Pomorza na Ruś oraz z Łęczycy do Kalisza. Był to obiekt pierścieniowaty, o stosunkowo niewielkich rozmiarach. Urządzenia obronne składały się z wału drewniano-ziemnego o konstrukcji rusztowej, zwieńczonego drewnianym ostrokołem. W grodzie tym w toku walk ze Zbigniewem Bolesław Krzywousty więził arcybiskupa Marcina, stronnika swego brata. Warownia spicymierska była siedzibą kasztelana i przetrwała w tym charakterze do początków XIV stulecia, czyli do przejścia grodu w prywatne ręce. Gall Anonim odnotował, że pod Spicymierz w 1108 r. latem zapuścił się zbrojny oddział Pomorzan. Spicymierz wymieniony jest także w bulli papieża Innocentego II w 1136 r. jako gród książęcy.
Kasztelania spicymierska wchodziła w skład Księstwa sieradzkiego i obejmowała na prawym brzegu Warty tereny do rzeki Ner. Kasztelan spicymierski został wymieniony w dokumencie Konrada mazowieckiego z 1236 r. W bliżej nieznanych okolicznościach przed 1331 r. gród przeszedł w prywatne ręce Pawła Ogończyka. Upadek grodu nastąpił w 1331 r., kiedy to Krzyżacy, podążający na umówione spotkanie z Janem Luksemburskim pod Kaliszem skorzystali z przepraw przez Wartę właśnie w rejonie Spicymierza. Stary gród został wtedy doszczętnie zniszczony: „Podłożyli ogień i gród spalili, ponieważ w inny sposób dobyć go nie mogli” (według zeznań Pawła Ogończyka na procesie przeciw Krzyżakom). Badania archeologiczne wykazały, iż w jakiś czas po spaleniu w miejscu byłej warowni, wykorzystując resztki wału obronnego, usypano niewielki stożek, na którym wzniesiono drewniane umocnienia. W ten sposób powstał drewniany „zameczek” pełniący funkcję prywatnej siedziby.
W XIV w. Spicymierz utracił znaczenie na rzecz sąsiedniego Uniejowa. Obecnie grodzisko bardzo wyraźnie wyodrębnia się spośród otaczających go łąk: usytuowane jest pomiędzy nurtem rzeki a starorzeczem, tuż pod wsią. Prowadzi do niego polna droga. Miejsce to okoliczna ludność nazywa „Górą” lub „Kasztelanką”.
Na terenie wsi znajduje się 5 bunkrów wybudowanych w okresie II wojny światowej. W 1993 sołtys Stanisław Pełka zdobył tytuł Najaktywniejszego sołtysa roku 1992 województwa konińskiego.
W Spycimierzu znajduje się szkoła podstawowa, Koło Gospodyń Wiejskich oraz jednostka Ochotniczej Straży Pożarnej. Jednostka została założona w 1927 roku przez księdza Stanisława Zaborowicza i Stanisława Trzaskowskiego – nadleśniczego Nadleśnictwa Uniejów. W 1970 roku, przy OSP, powstała Strażacka Orkiestra Dęta.

## Tradycja kwiatowych dywanów na procesję Bożego Ciała
Spycimierz najbardziej znany jest z dywanów kwiatowych, które członkowie miejscowej parafii od dziesięcioleci układają na procesję Bożego Ciała. W 2018 roku tradycja ta została wpisana na Krajową Listę Niematerialnego Dziedzictwa Kulturowego. W marcu 2020 roku Polska zgłosiła tradycję dywanów kwiatowych na procesje Bożego Ciała w Spycimierzu oraz w czterech miejscowościach (Klucz, Olszowa, Zalesie Śląskie i Zimna Wódka) w województwie opolskim do wpisu na Listę reprezentatywną niematerialnego dziedzictwa kulturowego ludzkości prowadzoną przez Organizację Narodów Zjednoczonych do spraw Oświaty, Nauki i Kultury UNESCO. 15 listopada 2021 r. komisja oceniająca UNESCO wydała dokument zawierający rekomendacje do wpisu na Listę w 2021 r. Komisja pozytywnie zarekomendowała wpisanie tradycji dywanów kwiatowych na procesje Bożego Ciała na Listę reprezentatywną niematerialnego dziedzictwa kulturowego ludzkości. Decyzja o wpisie została podjęta 15 grudnia 2021 r. podczas XVI sesji Międzyrządowego Komitetu ds. Ochrony Niematerialnego Dziedzictwa Kulturowego.
Historia dywanów kwiatowych w Spycimierzu sięga trudnego do sprecyzowania okresu. Wprawdzie najstarsza pisemna relacja o tym zwyczaju pochodzi z kroniki parafialnej z 1957 r., ale przekaz ustny jest znacznie starszy. Za najstarszy należy uznać legendę o pojawieniu się tego zwyczaju wraz z powrotem żołnierzy napoleońskich do rodzinnej wsi. Skład dywanów kwiatowych zmieniał się i ewoluował na przestrzeni lat. Na początku używano żółtego piasku i gałązek, więc dawna dekoracja była skromna. Później zaczęto używać kwiatów, a obecny sposób ubierania traktu ukształtował się po 1945 roku. Kolorowy dywan z żywych kwiatów układany jest przez parafian wzdłuż drogi Bożego Ciała, która ma około 1 km długości. Uroczysta procesja przechodzi po nim o godz. 17:00.

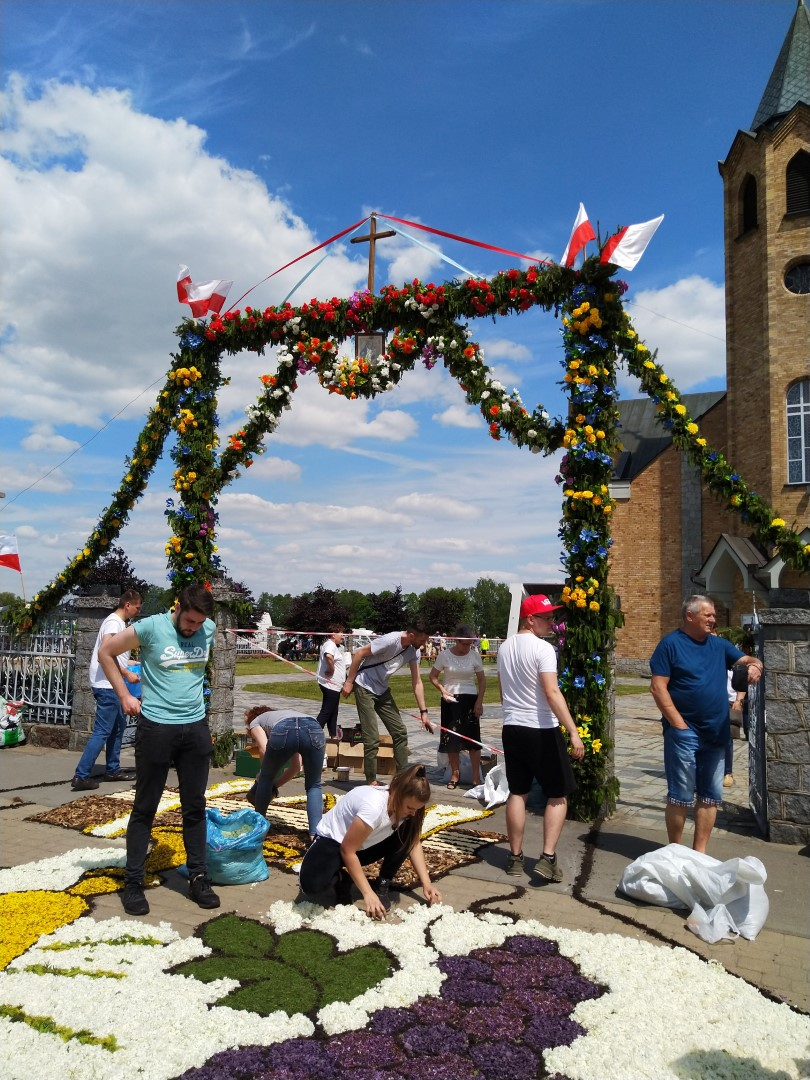
Brama i fragment kwiatowego dywanu przed kościołem, czerwiec 2021
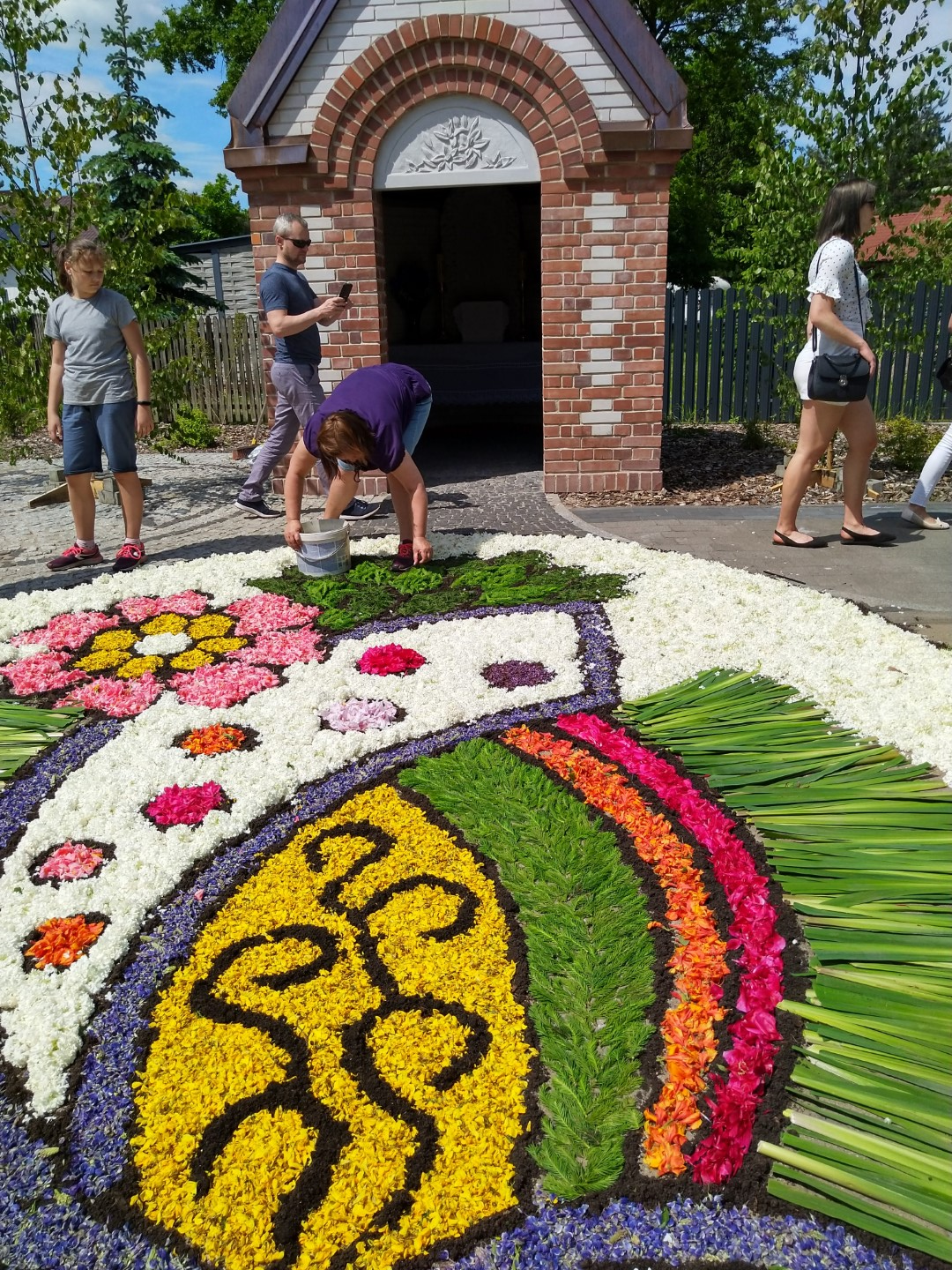
Fragment dywanu z żywych kwiatów, czerwiec 2021
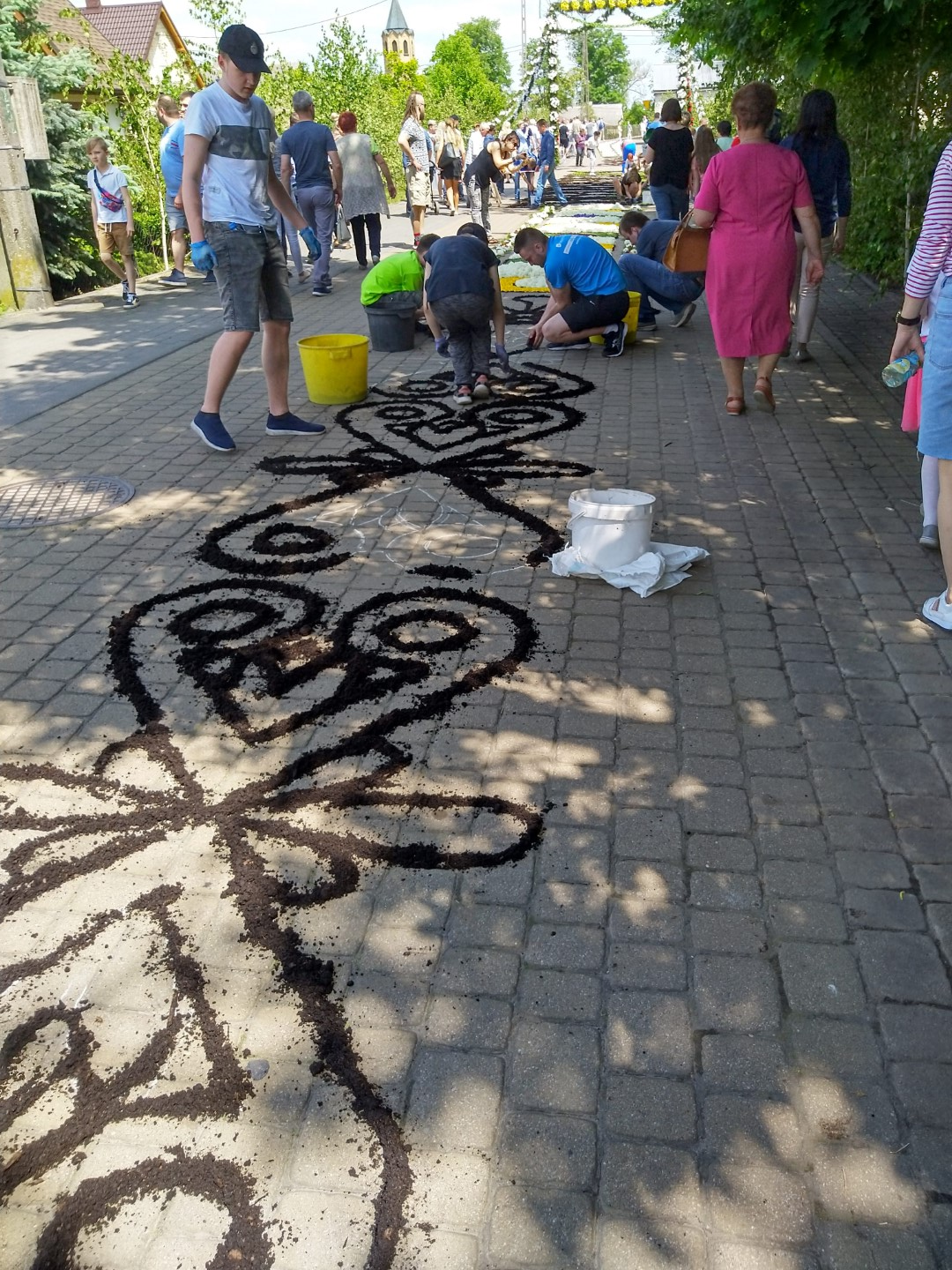
Układanie konturów wzorów, czerwiec 2021
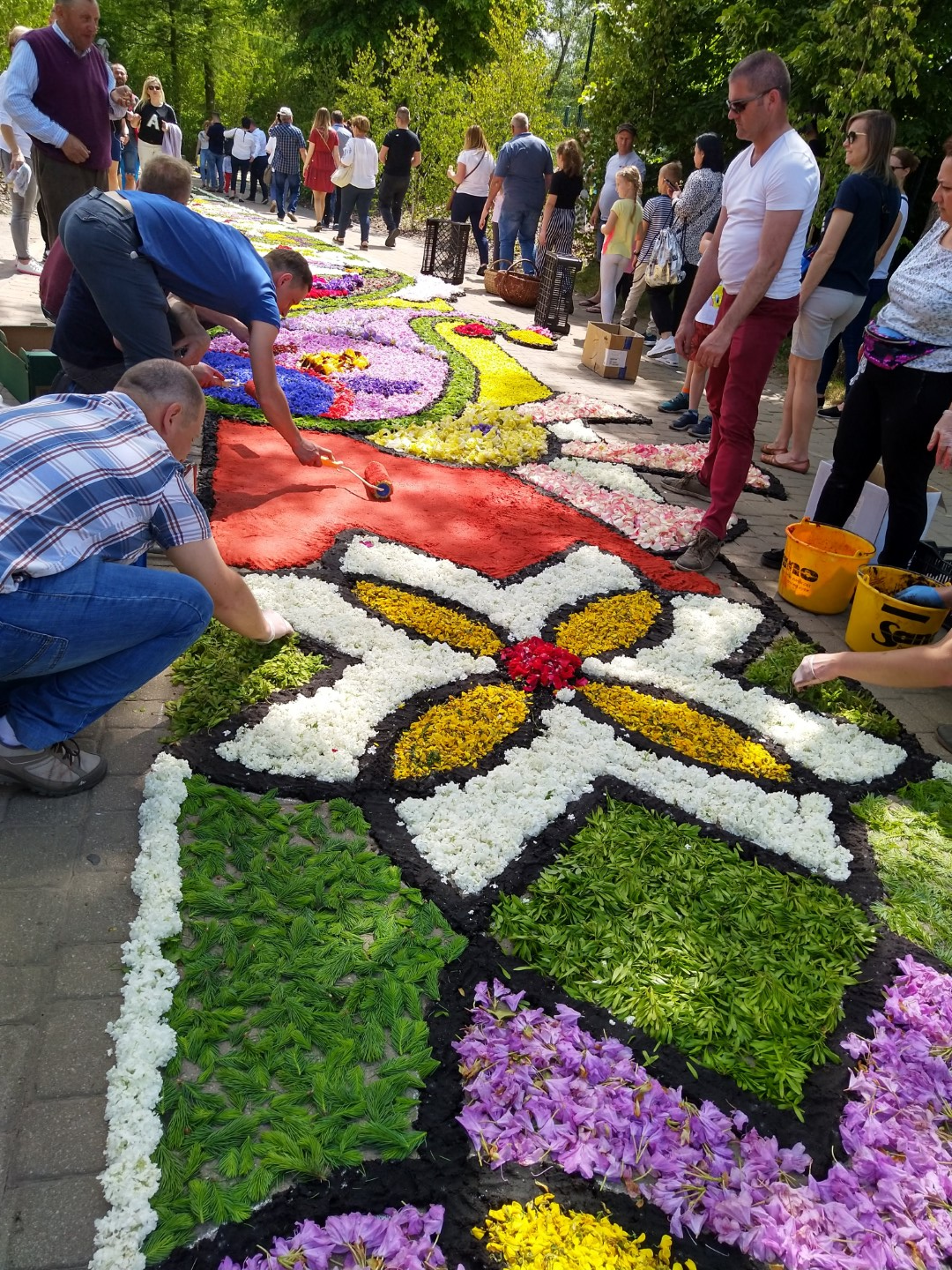
Parafianie podczas układania dywanu, czerwiec 2021
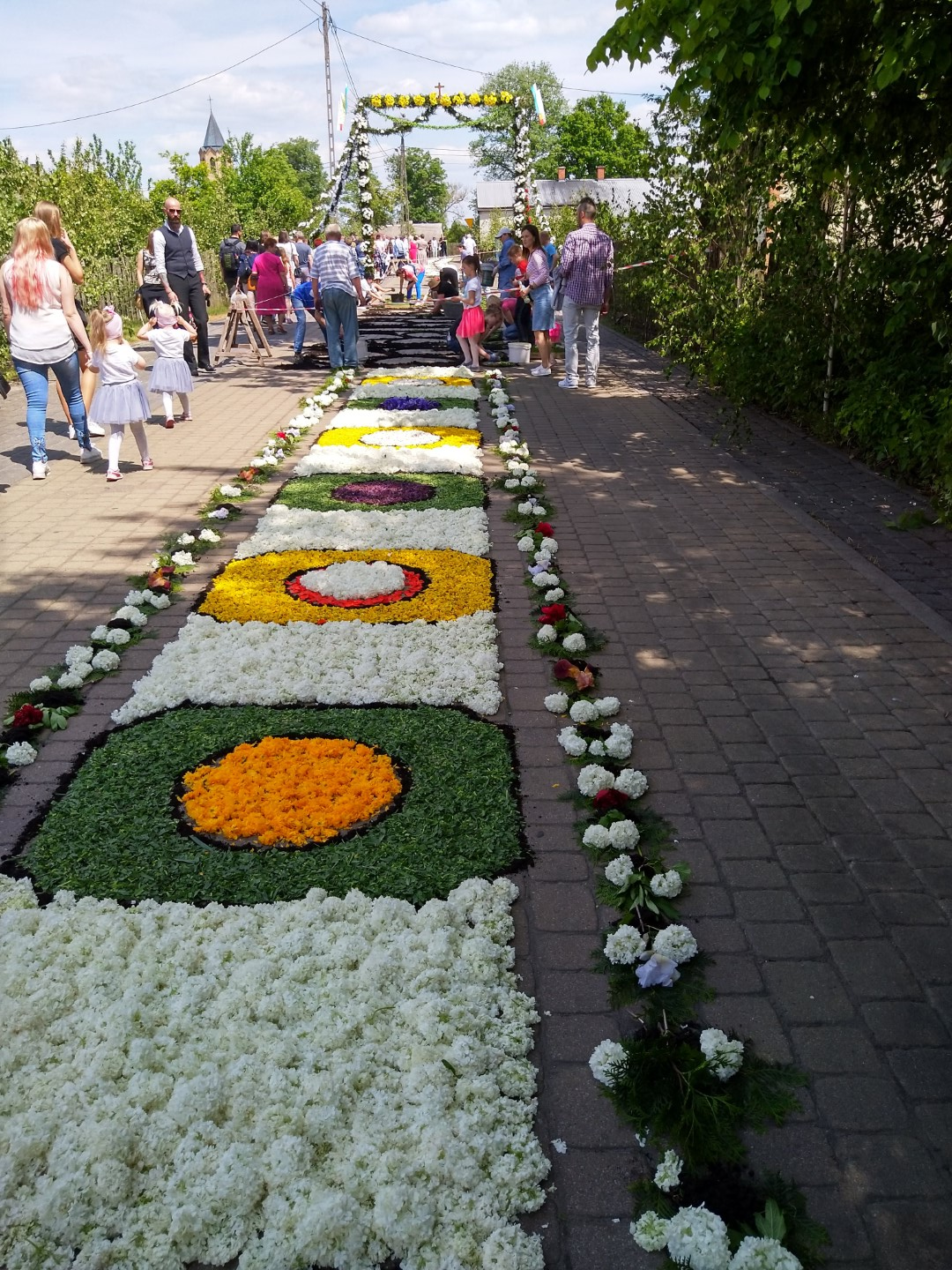
Kwiatowy dywan, w głębi jedna z dwóch bram, czerwiec 2021

## Centrum Spycimierskie Boże Ciało
W maju 2024 roku w Spycimierzu otwarto Centrum Spycimierskie Boże Ciało, ośrodek kulturalno-edukacyjno-muzealny Gminy Uniejów. Główna wystawa poświęcona jest tradycji układania kwiatowych dywanów na procesję Bożego Ciała, która w 2021 roku została wpisana na Listę reprezentatywną niematerialnego dziedzictwa kulturowego ludzkości. W centrum można m.in. zobaczyć oryginał certyfikatu potwierdzającego ten wpis, przekazany przez UNESCO. Dwie dodatkowe wystawy dotyczą polskich i światowych tradycji niematerialnego dziedzictwa kulturowego oraz historii wsi Spycimierz.